# 大道村
大道村（英語：Tai To Tsuen）是一條位於香港新界元朗區的鄉村。

## 行政區劃
大道村為屏山鄉鄉事委員會中37個鄉村代表之一。在選舉劃分上，該村被劃為屏山南選區。

## 外部連結
- 居民代表選舉大道村（屏山）的劃定現有鄉村範圍（2019－2022年） （页面存档备份，存于）

22°25′59″N 114°00′05″E / 22.433016°N 114.001308°E